# Saigyō

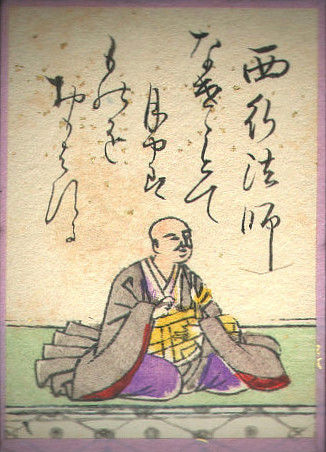
Saigyō w "Hyakunin-isshū", czyli zbiorze "po jednym wierszu od stu poetów", utworzonym w XIII w.

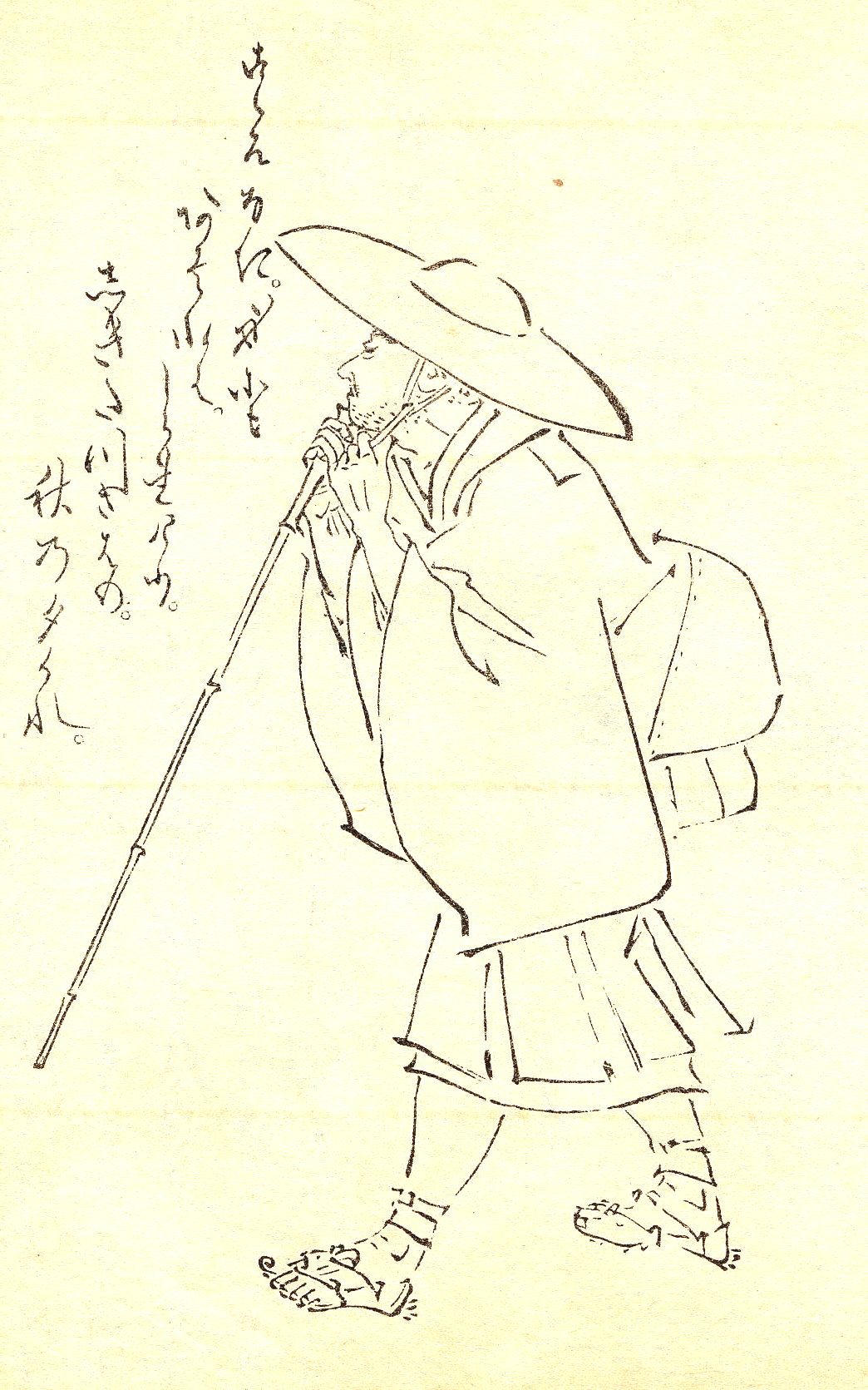
Saigyō Hōshi – rysunek Kikuchi Yōsai

Saigyō (jap. 西行 Saigyō; ur. 1118, zm. 1190, znany jako Saigyō hōshi (mnich Saigyō), właściwie Satō Norikiyo (佐藤義清)) – mnich buddyjski, japoński poeta.

## Życiorys
Pochodził z rodziny samurajskiej, pełnił różne funkcje w gwardii cesarskiej, słynął ze zdolności i znajomości sztuk walki. W wieku 22 lat został mnichem, przyjmując imiona: En’ei, Saigyō (nawiązanie do Zachodniego Raju Amidy, dosł. Podróż na Zachód). Przyczyny tej decyzji nie są do końca jasne, za prawdopodobne podaje się:
- zawód miłosny;
- nagła śmierć krewnego uświadamiająca kruchość życia;
- rozczarowanie sytuacją w kraju – przymusowa abdykacja cesarza Sutoku.

Mieszkał w wielu miejscach: Saga, góry Kōya, góry Yoshino, Ise. Wędrował po całym kraju. Szczególne upodobał sobie północne Honsiu i miejsca opisywane w poezji klasycznej (utamakura). Należał do wielu grup poetyckich, zarówno w stolicy, jak i w górach Kōya. Wymieniał wiersze z wieloma poetami, m.in.: Jakurenem i Jienem. Zmarł w świątyni Hirokawa, Kawachi, Osaka.

## Twórczość
Główny zbiór jego wierszy to Sanka-shū (Zbiór z domu w górach). Jego wiersze we wczesnym okresie twórczości charakteryzował romantyczny nastrój i pochwała piękna. W końcowych latach życia dominowały opisy krajobrazów i upodobanie samotności, miejsc oddalonych i opuszczonych (np. 6 wierszy napisanych podczas pobytu w górach Kōya, każdy zaczyna się od słów "yama fukami", pochwała tego miejsca oddalonego od zgiełku miast). Podejmował konwencjonalne tematy: pory roku, ptaki, wiatr. Mając szczególny sentyment do tematyki kwiatów wiśni oraz księżyca (chciał umrzeć przy pełni księżyca w czasie pełnego rozkwitu wiśni).
Mimo że był mnichem, był przywiązany do świata i piękna przyrody. Od innych poetów różnił się tym, że opisywane krajobrazy widział na własne oczy, a tworzenie poezji było dla niego indywidualnym środkiem wyrazu a nie przymusem towarzyskim. W wierszach wyczuwalna świadomość mujō – nietrwałości świata, wiersze ucieleśnieniem ideałów: wabi, sabi, yūgen. Jedne z najlepszych wierszy to te o tematyce zimowej, czyli niekonwencjonalne; ale dla niego zima była idealnym środkiem, by oddać wabi i sabi. Jego twórczość najliczniej zaprezentowana w Shinkokinshū (94 wiersze) świadczy o tym, że ceniony jako poeta już przez sobie współczesnych. Podziwiany przez Teikę, Gotobę, w przyszłości zainspiruje również Matsuo Bashō.